# Urząd Wilstermarsch
Urząd Wilstermarsch (niem. Amt Wilstermarsch) - urząd w Niemczech w kraju związkowym Szlezwik-Holsztyn, w powiecie Steinburg. Siedziba urzędu znajduje się w mieście Wilster.
W skład urzędu wchodzi 14 gmin:
1. Aebtissinwisch
2. Beidenfleth
3. Brokdorf
4. Büttel
5. Dammfleth
6. Ecklak
7. Kudensee
8. Landrecht
9. Landscheide
10. Neuendorf-Sachsenbande
11. Nortorf
12. Sankt Margarethen
13. Stördorf
14. Wewelsfleth